# Mahamane Toure (Fußballspieler)
Mahamane Toure (* 13. Juli 2000) ist ein malischer Fußballspieler.

## Karriere

### Verein
Mahamane Toure erlernte das Fußballspielen in Mali in der Jugendmannschaft des AS Mansa. Hier stand er auch bis Ende 2022 unter Vertrag. Am 20. Dezember 2022 ging er nach Asien, wo er in Thailand einen Vertrag beim Samut Prakan City FC unterschrieb. Der Verein aus der Samut Prakan spielt in der zweiten thailändischen Liga, der Thai League 2. Sein Zweitligadebüt gab Toure am 15. Januar 2023 (19. Spieltag) im Auswärtsspiel gegen den Suphanburi FC. Beim 0:0-Unentschieden stand er in der Startelf und wurde in der 86. Spielminute gegen Yotsakor Burapha ausgewechselt.

### Nationalmannschaft
Mahamane Toure spielte 2017 zweimal in der malischen U17-Nationalmannschaft.